# Світлична Надія Олексіївна
Наді́я Олексі́ївна Світли́чна (8 листопада 1936, Половинкине Старобільського району на Луганщині — 8 серпня 2006, Матаван, штат Нью-Джерсі, США) — учасниця руху шістдесятників, правозахисниця, публіцистка, мемуаристка, журналістка, дисидентка. Членкиня Закордонного представництва Української Гельсінської групи, редакторка-укладачка «Вісника репресій в Україні» (США), лавреатка премії імені Василя Стуса (1992), Державної премії України імені Тараса Шевченка (1994). Молодша сестра Івана Світличного.

## Молоді роки
Народилася 8 листопада 1936 року в селі Половинкине Старобільського району на Луганщині в селянській родині. Батько Світличний Олексій Павлович (1910–1955), мати Меланія Іллівна (1910–1994), до шлюбу Твердохліб. Мала брата Івана (1929–1992) і сестру Марію (1932). Навчалася в Половинчанській неповній середній школі, Старобільській середній школі № 1 — єдиній україномовній із шести середніх шкіл районного міста.
У 1953–1958 роках навчалась на філологічному факультет Харківського університету, відділення української мови й літератури. У студентські роки їздила з діалектологічними і фольклорними експедиціями в райони Харківської області.
Після закінчення університету працювала 4 роки вчителькою, завучем і директоркою у середній школі робітничої молоді селища Бокова-Антрацит Луганської області (тепер — м. Антрацит). У 1962–1964 рр. жила у с. Половинкине, викладаючи російську літературу в Старобільському медичному технікумі, а також працюючи бібліотекаркою у селах Байдівка і Половинкине.
У 1963 р. переїхала до Києва. Працювала редакторкою у видавничому відділі республіканського сільськогосподарського технікуму, у видавництві «Радянська школа», перекладачкою з російської в журналах «Легка промисловість» і «Деревообробна промисловість», науковою співробітницею Інституту педагогіки і за сумісництвом — учителькою вечірньої школи в київському мікрорайоні Дарниця. Співала у хорі «Жайворонок», пізніше — у хорі «Гомін».

## Дисидентство
Під час репресій 1965 р. працювала в м. Донецьку у складі групи художників-монументалістів (керівник Г. Синиця) з Аллою Горською, Галиною Зубченко, О. Короваєм, І. Куликом, Г. Марченком.
Відвідувала разом з братом Іваном Клуб творчої молоді (КТМ). Після подій 22 травня 1967 року біля пам'ятника Тарасу Шевченку Світличною серйозно зацікавився КДБ. Тому мусила часто міняти роботу. В 1967 р. ще один сезон працювала художницею-виконавицею з А. Горською, Г. Зубченко, В. Парахіним, В. Плаксієм, Г. Пришедьком, і Г. Синицею (керівник групи) на мозаїчних роботах у м. Жданові (Маріуполь) Донецької області. 
8 листопада 1967 р. Надія Світлична разом із братом, Іваном Дзюбою, Ліною Костенко послали лист-протест Петру Шелесту, в якому кваліфікували процес над В'ячеславом Чорноволом як порушення елементарних процесуальних норм, «як особисту помсту, розправу наділених владою людей над людиною, яка інакше мислить і зважується критикувати дії окремих радянських установ, тобто здійснює своє конституційне право». Була на суді В. Чорновола 15 листопада 1967 р.
У грудні 1970 р. у м. Василькові Київської області разом з Євгеном Сверстюком Надія Світлична знайшла забиту подругу — художницю Аллу Горську, організувала похорон і зведення пам'ятника на її могилі.
Від 1968 р. до арешту в 1972 р. завідувала профспілковою бібліотекою в Київському холодокомбінаті № 2. У 1960-х роках брала жваву участь у самвидавному процесі: передруковувала нецензуровані твори («Більмо» Михайла Осадчого, публіцистику Є. Сверстюка, Іван Дзюби, В. Чорновола, збірки віршів Миколи Вінграновського, Івана Драча, Ліни Костенко, Бориса Мамайсура, Івана Сокульського, Миколи Холодного та інших), редагувала спогади Д. Шумука, перефотографовувала архів В. Симоненка, їздила з магнітофонними записами його нецензурованих віршів до шкіл, бібліотек і сільських клубів на Харківщині й Луганщині, виступала на вечорах із читанням самвидавних творів, що пізніше стало приводом до арешту 18 травня 1972 р. Після «січневого покосу» 1972 року Світличну 4 місяці майже щодня викликали на допити в КДБ у справі брата Івана, вдруге ув'язненого 12 січня 1972 р., Є. Сверстюка, Д. Шумука та інших. Через 2 місяці статус свідка було замінено на статус обвинуваченого з підпискою про невиїзд.
18 травня 1972 року Світличну заарештували. Понад рік після арешту перебувала у слідчій тюрмі КҐБ на Володимирській вулиці. 23–24 травня 1973 року її було засуджено Київським обласним судом за ст. 62, ч. 1 КК УРСР («антирадянська агітація і пропаганда») на 4 роки таборів суворого режиму. Покарання відбувала в с. Барашево Теньгушевського району, Мордовія, в установі ЖХ-385/3. Разом з іншими ув'язненими жінками брала активну участь у протестах, голодуваннях.
Повернулася з ув'язнення в травні 1976 р. У прописці відмовили, на роботу не брали, погрожували арештом за «дармоїдство». Жила з сином у братової Леоніди Світличної, яку регулярно штрафували за «порушення паспортного режиму». 10.12.1976 р. надіслала до ЦК КПРС заяву — відмову від громадянства, мотивуючи цей крок жорстокою розправою над Левком Лук'яненком, Петром Григоренком, В'ячеславом Чорноволом, Василем Стусом, Стефанією Шабатурою та іншими достойними людьми. Свій вибір пояснила так: «Нижче людської гідності, після всього пережитого бути громадянином найбільшого в світі, наймогутнішого, найдосконалішого концтабору».
Зі спогадів Н. Світличної:
| А наступного року (це вже був 1965 р.) ми з Аллою Горською поїхали разом із бригадою художників-монументалістів — мене за помічницю взяла Алла Горська — ліпити мозаїки в Донецьку. Там оформляли мозаїки на школі. Чотири стіни з одного боку, чотири з другого — вісім стін по 12 квадратних метрів треба було зробити за одне літо. Я поїхала туди з нею. І якраз у той час у Києві відбулися арешти. Ми були в Донецьку, коли арештували мого брата, багатьох моїх товаришів і трясли всіх підряд у Києві. Поарештовували тих, хто співав зі мною в «Жайворонку» — Івана Русина, Сашка Мартиненка, арештували Євгенію Кузнєцову, яку я не так близько знала, але знала. Обшуки були в дуже-дуже багатьох. Я приїхала, коли відчула, що тут діється щось неприємне. Приїхала довідатися, що тут робиться. На мене всі дивилися переляканими очима. Я перед тим якраз одружилася, то покійна Оксана Мешко, моя свекруха, мене прямо відпроваджувала: «Їдь геть, бо непереливки!» Я повернулася назад, бо ми, зрештою, так і домовилися з Аллою, що я одразу ж приїду. Я повернулася, ми закінчували там ті мозаїки. Там, у Донецьку, мене викликали на перший у моєму житті допит у справі брата. Я інтуїтивно відчула, що кадебістам не можна вірити. Я тоді про них ще дуже мало знала, попри всі самвидави, які прочитала, попри всі розповіді, які я чула від старших каторжан, таких як Борис Антоненко-Давидович, чи Надія Суровцова, чи Віктор Леонтійович Петровський, який так само відсидів 19 і з яким ми спілкувалися дуже близько (тісно). Більш інтуїтивно я відчула, що вірити їм не можна. І того першого в своєму житті протоколу я не підписала. Був дуже неприємний і гучний скандал, який навіть супроводжувався такою фразою: «Мало вас перестреляли в свое время!» Це сказав начальник КДБ у Донецьку. Всяке таке було. Але мене не арештували і не затримували, хоч я весь час очікувала. Повернулися ми пізньої осені до Києва. Я в Донецьку ушкодила руку, вона була в поганому стані, тобто вже синіла-чорніла ціла рука, мене зустрічні перехожі зупиняли і пропонували якусь допомогу. Це була права рука, і я тішилася, що це добре, бо протоколів не буду підписувати. Але це мене не врятувало: кликали на допити, допитували. Хоча невдовзі, через вісім місяців після арешту, брата випустили без суду — за браком доказів. Випустили його, очевидно, передусім щоб скомпрометувати — бо кого ж випускають просто так? Ясно, що продався. Але він поводився так, як і перед тим: ні перед ким не виправдовувався і нічого не міняв у поведінці. Зрештою, ті, хто його знав і хто його бачив до того і після того, бачили зміну хіба що в очах: очі в нього були звичайно чи втомлені, чи напруженіші, ніж раніше. А більше ні в чому він не змінився, тільки став трошки обачнішим. А щодо своєї діяльності, то я би сказала, що він її навіть посилив після арешту. Тільки він поводився обачніше, глибше все обмірковував, усвідомлював, що до чого, і більш конспіративно все робив. За ним, очевидно, стежили. До нього було офіційно приставлено дуже високопоставленого наглядача, який опікувався ним. На роботу йому більше ніколи вже не вдалося офіційно влаштуватися, хоча він багато разів пробував. Та він працював удома, як звичайно. Вставав о шостій і працював свій дуже чітко нормований робочий день. Мій брат був дуже дисциплінований. Я, на жаль, у нього в цьому не вдалася. Він багато писав, багато перекладав. Тоді він почав займатися перекладацтвом, а найбільше цим займався в тюрмі. І в кінці шістдесятих бували обшуки, бували всілякі справи. Наприклад, у 1969 році була така справа № 24, якщо я не помиляюся, «справа самвидаву». Була облава обшуків у Києві — в один день багато обшуків. …Звільнили 18 травня 1976 року, рівно через чотири роки. Оскільки мене звільнили там, у Луганську, я зразу ж поїхала до мами, де був і мій син. Пізніше я зрозуміла, яка була мета того виховання і що було на меті цього «виховного процесу» майора Отставного. На меті було залишити мене в Луганській області. Мені пропонували Лисичанськ, мені пропонували ще щось, я вже не пригадую. Пропонували квартиру, пропонували прописку, одразу все. Я тоді думала, що це так, між іншим, а пізніше я збагнула, що це й була мета. У мене за вироком не було передбачено заслання, а їм дуже не хотілося пускати мене назад до Києва. Права такого вони не мали — не пустити. І я все-таки поїхала до Києва. Побула трохи в мами і поїхала до Києва. Вони змушені були мені написати маршрутний лист до Києва. У Києві, певна річ, мене не прописували, у Києві мені відповідно не давали роботи. У Києві я не могла ані лікувати дитину, бо не прописана, і син не був прописаний, бо його виписали так само, як і мене, хоч він у домовій книзі й був записаний, але якось вони то зробили. (З інтерв'ю Надії Світличної, записаного В. Овсієнком та В. Кіпіані 23 вересня 1993 р. у Києві // Молода нація. — 2006. — № 2 (39). — С. 31—43) |

## В еміграції
12 жовтня 1978 року Надія Світлична виїхала спочатку в Рим, де її прийняв Папа Римський Павло VI, а 8 листопада того ж року прибула в США. Через 8 років її позбавили радянського громадянства.
Світлична проживала в місті Філадельфія, потім у Ньюарку та Ірвінгтоні, останнім часом у місті Матаван, округ Монмаут, штат Нью-Джерсі, США, працювала в Українському музеї в Нью-Йорку, редагувала жіночий журнал «Віра». Збирала кошти на пам'ятник Оксані Мешко та її матері Марії, на Козацький хрест «Убієнним синам України» в урочищі Сандармох (Карелія).
Працювала перекладачкою в Гарвардському університеті, брала активну участь у роботі Закордонного представництва Української Гельсінської групи (УГГ), стала редакторкою-упорядницею періодичного видання Представництва. До 1985 року на кошти української діаспори регулярно видавала «Вісник репресій в Україні».
У 1983–1994 роках працювала в Українській редакції Радіо «Свобода». Вела журнал «Надія».

Могила Надії Світличної на Байковому кладовищі в Києві

Померла 8 серпня 2006 року, рівно за три місяці до свого 70-річчя, о 7 годині ранку в місті Матаван, округ Монмаут, штат Нью-Джерсі, США. Була похована 17 серпня на Байковому кладовищі в Києві (ділянка № 49а). Чин поховання відправив священник УПЦ Київського патріархату. На похороні був присутній президент України Віктор Ющенко.

## Літературна діяльність
Надія Світлична була авторкою спогадів про А. Горську, Г. Снєгирьова, І. Світличного, В. Марченка, В. Стуса, упорядницею збірок Я. Лесіва «Мить», М. Руденка «За ґратами», М. Горбаля «Деталі піщаного годинника», В. Стуса «Палімпсести» та ін.
Світлична розшифровувала і розбирала передані з таборів матеріали, перетворюючи їх на брошури і книги, численні радіопередачі, займалася підготовкою до друку книжки Василя Стуса «Палімпсести». Вона впорядкувала книжки Ярослава Лесіва «Мить», Миколи Руденка «За ґратами», Миколи Горбаля «Коломийка для Андрійка», Гелія Снєгирьова «Твори», брошуру Юрія Литвина, М. Горбаля «Деталі піщаного годинника» та ін. Написала спогади про А. Горську, Г. Снєгирьова, І. Світличного, В. Марченка, Б. Антоненка-Давидовича, В. Стуса, шістдесятників, репресії 1972 р. Писала вступні статті до видань Я. Лесіва, Ю. Литвина, М. Руденка, В. Стуса, М. Горбаля.
Пізніше в незалежній Україні брала участь у виданнях творів І. Світличного (збірка «У мене — тільки слово»), книги «Доброокий» (спогади про І. Світличного), листів І. Світличного.
Від 1992 р. — ініціаторка і засновниця Музею шістдесятництва (Голова правління — М. Плахотнюк).
На створення цього музею віддала свою частку Державної премії України імені Т. Шевченка.

## Вшанування пам'яті
Вулиця Надії Світличної існує у місті Сміла Черкаської області.
19 квітня 2023 року у місті Краматорськ вулицю Андрія Рубльова перейменували на вулицю Надії Світличної.
18 травня 2023 року у Дарницькому районі Києва з'явився провулок на честь Надії Світличної.

## Державні нагороди
- Орден «За мужність» I ст. (8 листопада 2006)[3] — за громадянську мужність, самовідданість у боротьбі за утвердження ідеалів свободи і демократії та з нагоди 30-ї річниці створення Української Громадської Групи сприяння виконанню Гельсінкських угод (посмертно).
- Орден княгині Ольги III ст. (26 листопада 2005)[4]
- Державна премія України імені Т. Шевченка 1994 року — за активну журналістську і публіцистичну діяльність останніх років[5]